# Osteoporosi idiopatica giovanile
L’osteoporosi idiopatica giovanile è una malattia rara, che compare in bambini in precedenza sani di entrambi i sessi  qualche anno prima della pubertà. Descritta in dettaglio nel 1965 , fino al 2018 ne sono stati riportati meno di 200 casi, particolarmente in Polonia. 
Insieme a diverse malattie genetiche rare, tra cui l'osteogenesi imperfetta, è una delle forme primitive di osteoporosi nei bambini e nei giovani.

## Cause e manifestazioni
Non sono note cause specifiche o anomalie genetiche. La malattia si manifesta in genere con dolori alla schiena e agli arti inferiori, che si aggravano più o meno rapidamente, e con anomalie della deambulazione. Successivamente compaiono fratture, più spesso vertebrali, ma anche delle ossa lunghe. Le fratture vertebrali possono essere multiple, con riduzione dell’altezza del tronco. 

## Diagnosi
Non ci sono esami specifici indicativi della malattia e la diagnosi è clinica e radiologica, essenzialmente per esclusione di altre forme primitive (osteogenesi imperfetta) o secondarie di fragilità ossea nei giovani. È possibile che molti dei casi meno gravi non siano effettivamente diagnosticati.
Le radiografie evidenziano anomalie dell’osso neoformato nella zona di accrescimento (metafisi) delle ossa lunghe, con la comparsa della cosiddetta “osteoporosi neo-ossea” (bande radiolucenti sub-metafisarie) e, se presenti, fratture vertebrali da compressione (deformazioni a cuneo, deformazioni bi-concave dei corpi vertebrali).

## Evoluzione
La malattia ha un’evoluzione benigna e una durata limitata (1-5 anni) e in genere - a parte eventuale correzione dell’apporto alimentare di calcio e somministrazione di vitamina D - non è raccomandato alcun trattamento specifico. L’uso di  bisfosfonati sembra aver avuto risultati positivi in casi particolarmente severi.